# Panhard CD
La Panhard CD est un modèle automobile conçu par Charles Deutsch et construit par Panhard entre 1962 à 1965. Le coupé CD (« CD » pour Charles Deutsch) est considéré comme le successeur des coachs DB à moteur Panhard.

## Histoire
Au Salon de l’automobile de Paris 1962, Panhard présente la version commerciale des berlinettes CD qui ont participé aux 24 Heures du Mans en juin.
Il s'agit d'un coupé Grand Tourisme à châssis poutre muni d'une carrosserie très aérodynamique (Cx = 0,22) en polyester qui se caractérise par une voie arrière réduite.
À la suite de problèmes de fabrication, les premières voitures sont seulement livrées en avril 1963.
Deux versions sont proposées :
- Grand Tourisme (165 km/h) : moteur PL17 Tigre 848 cm3 à un carburateur.
- Rallye (180 km/h) : moteur PL17 Tigre 848 cm3 à deux carburateurs.

Si la Panhard CD possède un volant en bois et de la moquette au sol, on regrette la boîte de vitesses dure, les suspensions peu confortables et la mauvaise insonorisation[réf. nécessaire].

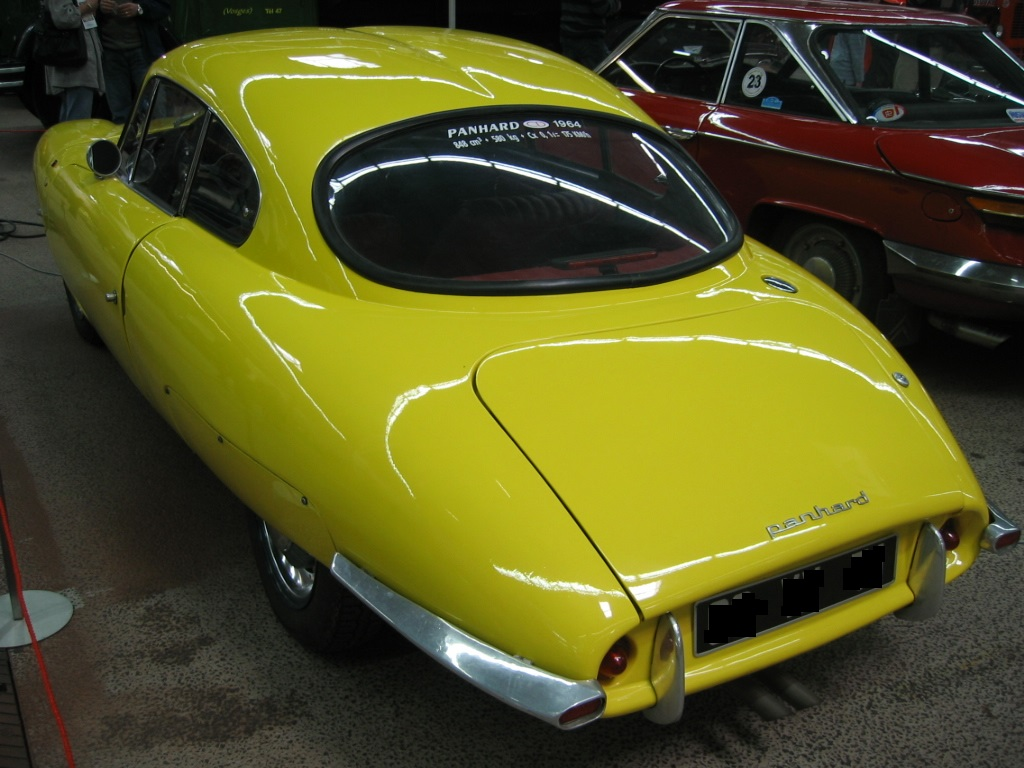
Arrière de la Panhard CD

159 exemplaires ont été produits jusqu'en juillet 1965.